# Канал Сіверський Донець — Донбас

Канал Сіверський Донець — Донбас. Зима 2011 року.

Кана́л Сі́верський Доне́ць — Донба́с — штучний водотік у Донецькій області України, побудований у кінці п'ятдесятих років XX століття.

## Історія
Індустріалізація Донбасу в кінці XIX — початку XX століть виснажили запаси прісної води в Донецькій області. З одного боку промислове виробництво вимагає великих об'ємів прісної води: наприклад, для виплавки однієї тони чавуну потрібно 30 м³ води, для виплавки однієї тони сталі 20 м³ води, до 500 м³ води витрачається на виробництво 1000 кіловат електроенергії, кожна тонна видобутого вугілля вимагає 1 м³ води. З другого боку, систематична розробка підземних родовищ (головним чином вугілля) привело до різкого зниження рівня підземних вод. Донецька область не має великих річок, тому для забезпечення промисловості Донецької області був побудований канал від річки Сіверський Донець. Урядова постанова про будівництво каналу «Сіверський Донець — Донбас», прийнята у 1954 р. Будівництво каналу урочисто почалося 9 серпня 1955 року і тривало до 1958 року.
Канал передбачалося побудувати довжиною 125 км від Райгородка до Сталіно (у 1961 році місто отримало нову назву — Донецьк). Вимагалося створити на трасі будівництва нормальні побутові умови для будівельників. Восени 1954 р. до м. Горлівка, Слов'янськ, Часів Яр стали прибувати перші робітники, які повинні були розпочати будівництво нових будинків для будівельників каналу, а до того часу їх розміщали по гуртожитках, наметах, вагонах для будівельників. Справжня робота на трасі розпочалася у березні 1955 р. У 1955 р. за так званими «комсомольськими путівками» на будівництво каналу прибуло 16 тис. юнаків та дівчат з різних областей України, а усього прибуло близько 20 тис. осіб. Цей канал з багатьма відгалуженнями мав дати воду не лише для технічних цілей, але й для водопостачання населення.
У 1958 р. було прийнято в експлуатацію першу чергу каналу Сіверський Донець — Донбас.
У 1979 році канал був реконструйований і розширений.

## Опис
Канал Сіверський Донець — Донбас спочатку був розрахований на витрату води 25 м³/сек. Після реконструкції 1979 року пропускна можливість каналу збільшилася до 43 м³/сек. Фактичне використання каналу знизилося у зв'язку з промисловим спадом в Україні. Якщо в 1990 році з каналу витрачалося 35,5 м³/сек, то в 2000 лише 27,4 м³/секДо відкриття каналу Дніпро — Донбас, який поповнює басейн Сіверського Дінця водами Дніпра, такий об'єм водозабору в літній час перевищував стік Сіверського Дінця, який у посушливі роки падав нижче 10 м³/сек. Тому, для підтримки роботи каналу в літній час у Харківській області на притоці Сіверського Дінця — річці Оскіл у 1957 р. було побудовано Оскільське водосховище, яке регулює надходження води до Сіверського Дінця відповідно до вимог каналу. Канал Сіверський Донець — Донбас — це унікальна гідравлічна споруда, що сполучає Сіверський Донець із витоком річки Кальміус. Загальна довжина каналу 133,4 км, але з них лише 107 км являють традиційний наземний канал трапециідальної форми (дно 2-4 м, поверхня 30-40 м, глибина 6-30 м).. Залишок — 26,4 км — це трубні мости через дві інші річки, залізничне полотно і глибокі балки. Такий трубний міст або дюкер є — 2-3 труби діаметром понад 2 метри з додатковим насосним устаткуванням. Окрім цього, до структури каналу входять 4 насосних станції, що піднімають воду каналу (до 43 м³/сек.) на Донецький кряж (близько 200 метрів). Швидкість течії в каналі близько 0,8 м/сек. За течією каналу для забезпечення його безперебійної роботи в разі аварії створено п'ять резервних водосховищ: Карлівське, Волинцівське, Артемівське, Горлівське і Верхньо-Кальміуське загальним об'ємом 64 млн м³.

## Аварії
Внаслідок артилерійського обстрілу під час війни на сході України 10 червня 2014 року на території насосної станції каналу Сіверський Донець — Донбас було смертельно поранено двох співробітників КП "Компанія «Вода Донбасу» і заподіяно шкоди обладнанню компанії.

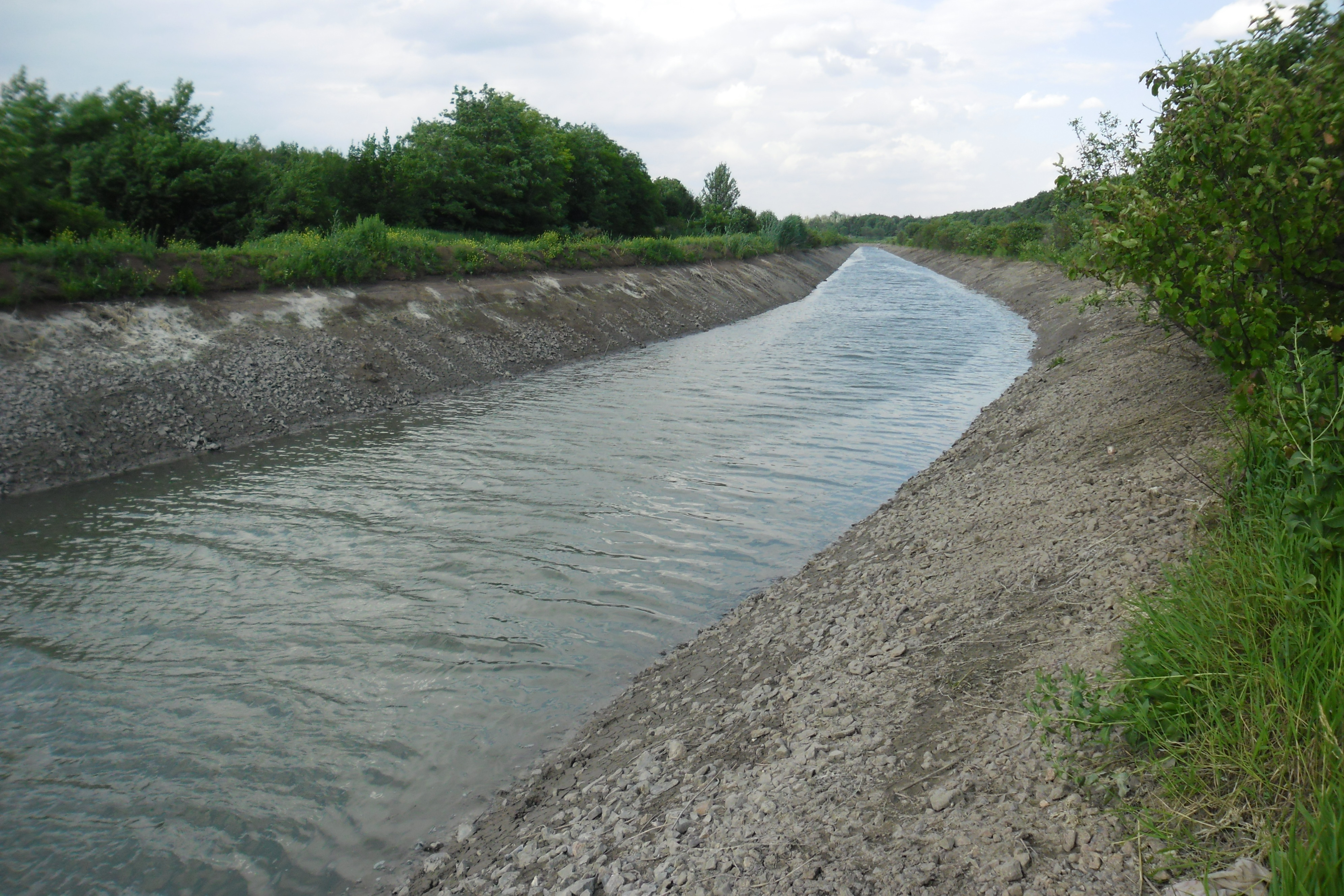
Канал Сіверський Донець — Донбас під час аварій наповнювався на 10-30 %. 2014 рік.

В результаті пошкодження насосних станцій каналу в кількох містах Донецької області не було води, повністю без води декілька тижнів був Волноваський район. Згодом влада відновила роботу каналу, але 2 липня в результаті обстрілу було пошкоджено перший підйом каналу Сіверський Донець — Донбас, при цьому смертельно поранило співробітника компанії «Вода Донбасу». У зв'язку із пошкодженнями роботу каналу призупинили.
14 липня 2014 р. фахівці КП "Компанія «Вода Донбасу» завершили роботи з запуску насосної станції першого й другого підйому каналу Сіверський Донець-Донбас, і канал уже почав наповнюватися водою.